# Култура Аустрије
Култура Аустрије се обликовала под утицајем Немачке, Мађарске, Пољске, Италије и Чешке.

## Музика
Беч, главни град Аустрије, је дуго био важан центар музичких иновација. Композитори 18. и 19. века су привукли покровитељство племства, од ког је Беч постао европска престоница класичне музике. Између осталих, са градом су били повезани Волфганг Амадеус Моцарт, Лудвиг ван Бетовен и Јохан Штраус Млађи. Током барокног периода, чешка и мађарско-секељска народна форма су утицале на аустријску музику. Статус Беча је почео да расте као културни центар почетком 16. века и био је усредсређен на инструменте, укључујући лутњу.

### Класична музика
Током 18. века, доба класичне музике је доминирало европском, а Беч је био посебно важно место за музичке иновације. Појавила су се три композитора који су направили трајне иновације: симфонијски обрасци Лудвига ван Бетовена, равнотежа између мелодије и форме Волфганга Амадеуса Моцарта и развој гудачког квартета и сонате Јозефа Хајдна.

#### Прва бечка школа
Прва бечка школа је назив који се углавном користи за позивање на три композитора класичног периода западне уметничке музике у Бечу крајем 18. века: Јозефа Хајдна, Волфганга Амадеуса Моцарта и Лудвига ван Бетовена.
У земљама немачког говорног подручја се користи израз Wiener Klassik, који се често шире примењује на класичну еру у музици као целини, као средство за разликовање од осталих периода који је у колоквијалном називању познат као класична, односно барокна и романтична музика.
Са изузетком Шуберта, ови композитори су се познавали, чак су Јозеф Хајдн и Волфганг Амадеус Моцарт били повремени камерно-музички партнери. Ипак, нису основали школу у смислу намерне сарадње повезане са школама 20. века, попут Друге бечке школе или Шесторке. Не постоје докази да је једног композитора обучавао други, иако је Бетовен једно време добивао лекције од Хајдна.
Покушаји да се Прва бечка школа прошири на касније личности као што су Антон Брукнер, Јоханес Брамс и Густав Малер само су новинарски и никада се нису срели у академској музикологији.

#### Друга бечка школа
Друга бечка школа је група композитора коју су чинили Арнолд Шенберг и његови ученици, посебно Албан Берг и Антон Веберн, и блиски сарадници у Бечу почетком 20. века, где је Шенберг спорадично живео и предавао између 1903—1925. Њихова музика у почетку карактерише касно романтичарски проширени тоналитет, а касније, након Шенбергове сопствене еволуције, потпуно хроматски експресионизам без чврстог тоналног средишта, често називана атоналном, а касније и серијом додекафоније. Шенбергови уџбеници откривају да Друга бечка школа није настала из развоја његове серијске методе, већ из утицаја његовог креативног примера.

#### Бечка филхармонија
Музикферајн се сматра једном од три најлепше концертне дворане на свету и отворена је 6. јануара 1870. Од 1939. бечки новогодишњи концерт филхармоније се емитује из Златне сале за милијарду гледалаца у 44 земље. Чланови Бечке филхармоније, која се редовно сматра једним од најбољих оркестара на свету, бирају се из оркестра бечке државне опере.
Бечка филхармонија датира од 1842. када је Ото Николај основао академију. Оркестар је све одлуке доносио демократским гласањем свих чланова, а то су принципи који се одржавају и данас.

#### Бечка државна опера
Бечка државна опера је једна од најважнијих оперских компанија на свету. Запошљава преко 1000 људи, а 2008. годишњи оперативни буџет је износио 100 милиона евра, са нешто више од 50% у облику државне субвенције.
Такође је место бечког оперског бала, догађаја који се одржава у четвртак који претходи чистој среди. Бал за оперу је први пут одржан 1936. и посетио га је до 12.000 посетилаца.

#### Хор бечких дечака
Хор бечких дечака је један од најпознатијих дечачких хорова на свету. Познат по изузетно високом вокалном стандарду, хор је сарађивао са музичарима међу којима су били Волфганг Амадеус Моцарт, Антонио Калдара, Антонио Салијери и Антон Брукнер.
Хор је основан писмом Максимилијана I 30. јуна 1498. Палата Аугартен је служила као простор за пробе и интернат за дечаке хора.

#### Народна музика

##### Шрамелова музика
Најпопуларнији облик, стил бечке народне музике, настао крајем 19. века и још увек се изводи у данашњој Аустрији. Стил је добио име по народним композиторима Јохану и Јозефу Шрамелу. Свирао се хармоником и вратном гитаром. Међу модерним извођачима су Роланд Нојвирт, Карл Ходина и Еди Рејзер.

##### Јодловање
Јодловање је врста певања развијено на Алпима. У Аустрији се звао juchazn и приказивао је нелексичке слогове и вике који су коришћени за комуникацију преко планина. Ова вокална техника користи се и у многим културама широм света.
Алпско јодловање било је дугогодишња рурална традиција у Европи и постало је популарно 1830-их као забава у позориштима и мјузикхоловима. У Европи је јодловање и даље главна карактеристика народне музике из Швајцарске, Аустрије и јужне Немачке и може се чути у многим савременим народним песмама, које се такође појављују у редовним ТВ емисијама.
Када су звучни филмови први пут постали доступни 1930-их, индустрија је почела да емитује бројне филмове. Трансформација Џима Роџерса подразумева промену ритма и одмак од текстова јужњачког блуза. Најпознатији каубојски филмски глумци су били Џин Отри и Рој Роџерс, обојица искусни јодлери. Популарност јодловања је трајала током четрдесетих, али до педесетих година 20. века се ретко може чути у кантри и западној музици.

##### Аустријски народни плес
Аустријски народни плес је углавном повезан са полком и валцером. Међутим, постоје и други плесови, као што су Zwiefacher, Kontratänze и Sprachinseltänze.
У Аустрији су народни плесови познати под називом Folkloretänze, фолклорни плесови, док је аустријска врста народног плеса позната као Volkstanz (дословно народни плес).
Плесни покрет је врста плеса где се различите фигуре састављају уз одређену мелодију и дају им име. Округли плес, који укључује валцер, полку, Zwiefacher и друге, укључује основне кораке који се могу изводити уз различите мелодије. У народном плесу, валцер и полка су стандардни балски плесови.
Sprachinseltänze су плесови националне мањине која говори немачки језик и који живе ван Аустрије, али који потичу одатле, нпр. становници из Трансилваније. Један од примера ове врсте плеса је Rediwaire.

###### Ландлер
Ландлер је народни плес, дуго познат као Landl ob der Enns, скраћен у ländler. Плес је постао популаран око 1720. Захтевао је блиски контакт између припадника супротног пола, па су га тако неке црквене власти прогласиле пожудним. Ландлер је постао популаран прво у Бечу, а касније и у местима која су била далеко до Украјине. На крају је еволуирао у оно што је познато као валцер .

#### Аустропоп
Антон је добио аустријску музичку награду Амадеус 2001. и 2002. као најуспешнији аустријски уметник на међународном нивоу. Фалко, Георг Данцер, Рајнхард Фендрих, Андре Хелер и Кристина Штирмер су добили Амадеус награду као поп рок уметници.
Од 2010. New Austrian Wave стиче популарност. Његови сарадници су, међу осталог, Дер Нино Аус Вин и Ванда. Од 2015. клауд реп почиње да се развија. Међу најуспешнијим представницима је Јунг Херн.

##### Алпски нови талас
Овај жанр панк рока, чије име је скраћено у alpunk, настао је у алпским регионима Немачке, Швајцарске и Аустрије. Алпски нови талас спаја хаотичне, енергичне ритмове панк музике са народном, заснованом на хармоници по којој је регион познат.

#### Друга запажена музика
Међу запаженим музичарима је Џо Цавинул (7. јул 1932. — 11. септембар 2007) који је био аустријски џез клавијатуриста и композитор. Први пут је дошао до изражаја са саксофонистом Кенонболом Едерлијем, након тога свира са Мајлсом Дејвисом и постаје један од твораца џез фузија, музичког жанра који је џез комбиновао са роком. Суоснивач је група Weather Report и The Zawinul Syndicate. Свирао је електрични клавир и синтисајзер, а читаоци часописа DownBeat двадесет и осам пута су га прогласили најбољим електричним клавијатуристом.

#### Заблуде
Мјузикл The Sound of Music и филм заснован на њему су имали кључну улогу у обликовању енглеског говорног подручја Аустрије у музичком смислу. Неки делови The Sound of Music су рађени у уметничке сврхе, а не у давању реалистичног погледа на аустријску музичку културу. Заступљен је став да је песма Edelweiss заправо државна химна Аустрије, што није потврђено.

### Књижевност
Аустријска књижевност се може поделити на две главне поделе, период до средине 20. века и наредни период, након што су нестале и Аустро-Угарско и Немачко царство. Аустрија је од велике европске силе постала мала земља. Постоји низ литературе која се сматра аустријском, али није написана на немачком језику.
Допуњавајући свој статус земље уметника, Аустрија је била земља успешних песника, писаца и романописаца. Неки од њих су Артур Шницлер, Штефан Цвајг, Томас Бернхард и Роберт Музил, Георг Тракл, Франц Верфел, Франц Грилпарцер, Рајнер Марија Рилке и Адалберт Штифтер. Међу познате савремене драмске писце и романописце спадају Елфриде Јелинек и Петер Хандке.

### Позориште
Међу познатим позориштима су Дворско позориште (најеминентније аустријско и једно од најзначајнијих и најцењенијих позоришта немачког говорног подручја), Народно позориште у Бечу (основано је 1889. године по жељи грађана у циљу остваривања равнотеже у односу на Дворско позориште), Позориште на реци Вин (историјско позориште, основано 1801) и Рајмунд театар (позориште у Маријахилфу).

### Архитектура
Аустрија је позната по дворцима, палатама и зградама, између осталих архитектонских дела. Неки од најпознатијих двораца су Хоенсалцбург, Лихтенштајн и Артштетен. Многи замкови су саграђени током владавине Хабзбурга.
Историјски центар града Салцбурга је 1996. уврштен на листу светске баштине, наводећи да је успео да сачува изузетно богато урбано ткиво, развијено у периоду од средњег до 19. века када је био град држава којом је владао принц надбискуп.
Три године касније, Грац је као историјски центар пратио Салцбург, јер је стари град складан спој архитектонских стилова и уметничких покрета који су се међусобно наслеђивали од средњег века, заједно са културним утицајима из суседних регија.
Године 2001. је историјски центар Беча уврштен на листу светске баштине, захваљујући богатом архитектонско, ансамблу, укључујући барокне дворце и вртове, као и Ринг крајем 19. века.
Иако нису убрани на листу светске баштине, многи градови у Аустрији имају добро очуван историјски центар, попут Линца или Инзбрука.

#### Катедрале
Аустрија је богата римокатоличком традицијом. Једна од најстаријих катедрала је Миноритенкирхе у Бечу. Изграђена је у готичком стилу 1224. године. Једна од највиших на свету, катедрала Светог Стефана, висока 136 метара, седиште је бечког надбискупа. Црква Светог Мартина у Линцу је дуго била најстарија сачувана црква у Аустрији (први пут документовано помињање 799. године), према недавним истраживањима, тренутни тлоцрт је из 10. или 11. века (романички стил). Нова катедрала, која се такође налази у Линцу, је највећа приземна катедрала у Аустрији од 5170 квадратних метара.

#### Палате
Две од најпознатијих аустријских палата су Белведере и ШенбрунШенбрун. Палату Белведере у барокном стилу је саградио 1714—1723. Еуген Савојски, а сада је аустријска галерија Белведере. Шенбрун је 1696. године саградио Јохан Бернхард Фишер за Леополда I, Марија Терезија је наредила да је преуреде у рококо. Године 1996. је додата на листу Светске баштине Уједињених нација.

#### Гробља
Такође је позната по својим гробљима. Беч има педесет различитих гробља, од којих је Централно најпознатије. Хабзбурзи су сахрањени у Капуцинергруфту.

#### Штифт Мелк
Штифт Мелк је бенедиктинска опатија у савезној држави Доња Аустрија, са погледом на Дунав док протиче кроз Вахау. Опатија је настала 1089. на стени изнад града Мелка.

#### Земериншка железница
Земериншка железница, познати инжењерски пројекат изграђен 1848—1854, била је прва европска планинска железница изграђена са колосеком стандардне ширине. И даље потпуно функционалан, сада је део аустријске јужне железнице. За светску баштину је изабран 1998.

### Визуелна уметност

#### Дунавска школа
Дунавска школа је чинила круг сликара прве трећине 16. века у Баварској и Аустрији (углавном дуж долине Дунава). Многи су били иновативни графичари, обично у бакропису. Били су међу првим сликарима који су редовно користили чисто пејзажно сликарство, а њихове фигуре, под утицајем Матијаса Гриневалда, често су изражајне, ако не и експресионистичке. Приказују мало италијанског утицаја и представљају одлучујући прекид са високим завршетком сликања северне ренесансе, користећи стил који је у много чему био испред свог времена.
Према Алфреду Штангу, Албрехту Алтдорферу и Волфу Хуберу били су две од централних фигура у Дунавској школи. Алтдофер је био уметник који је створио већину уметничких дела повезаних са Дунавском школом. Назив није представљао оно што су ове групе уметника представљале, већ име које је настало стотинама година након што је Теодор фон Фримел посматрао слику 1892. око Регенсбурга. Када је препознато уметничко дело Лука Кранах Старији које има стилске елементе Дунава, назив Дунавска школа је почела да добија дубље значење.

#### Бечка сецесија
Бечка сецесија је део различитог кретања око 1900. који се сада покрива општи појмом сецесија.
Главне личности бечке сецесије били су Ото Вагнер, Густав Климт, Егон Шиле и Коломан Мозер.

#### Бечка школа фантастичног реализма
Бечка школа фантастичног реализма је група уметника основана у Бечу 1946. Укључују Ернста Фукса, Арика Брауера, Волфганга Хутера и Антона Лемдена, сви студенти професора Алберта Париса Гитерсла на бечкој Академији лепих уметности где је и Зејев Кун студирао у Гитерслоховој класи. Старији чланови групе су били Рудолф Хаузнер, Курт Регчек и Фриц Јаншка који су емигрирали у Сједињене Америчке Државе 1949. Курт Регчек, који је помагао у организацији раних изложби, је напустио групу 1965. Хаузнер, Фукс, Хутер, Брауер и Лемден су називани Великом петорком, који су после тога одржавали успешне изложбе широм света са међународним признањем од 1965. надаље.

#### Бечка уметност акције
Бечка уметност акције је био кратак покрет у уметности 20. века. Сматрати се делом многих независних напора шездесетих година да се развије уметност перформанса (флуксус, хепенинг, акционо сликарство, боди арт и други). Његови главни учесници су били Гинтер Брус, Ото Мул, Херман Нич и Рудолф Шварцкоглер. Као акционисти, били су активни између 1960—1971. Већина је наставила свој уметнички рад независно од почетка 1970-их па надаље.
Документација о раду ових уметника сугерише да није било свесно развијеног осећаја покрета или било каквог неговања статуса чланства у акционој групи. Уместо тога, ово име је примењивано на различите конфигурације сарадње између њих. Малком Грин је цитирао коментар Хермана Нича: „Бечка уметност акције никада није била група. Велики број уметника је реаговао на одређене ситуације са којима су се сви сусретали у одређеном временском периоду и са сличним средствима и резултатима”.

#### Стрипови
Tobias Seicherl, који је нацртао бечки карикатуриста Ладислав Кмох, се сматра првим континенталним европским дневним стрипом. Појавио се у аустријском таблоиду Das Kleine Blatt (1930—1940) и био је веома популаран.

### Нови медији
Prix Ars Electronica је главна награда електронске и интерактивне уметности, рачунарске анимације, дигиталне културе и музике. Од 1987. године ову награду додељује Ars Electronica, један од највећих светских центара за уметност и технологију, који је основан 1979. у Линцу.

### Емитовање и филм

#### Биоскоп
У ери немог филма Аустрија је била један од водећих произвођача. Многи редитељи, глумци, аутори и сниматељи су радили у Берлину. Најпознатији је био Фриц Ланг, директор Метрополиса. Након аншлуса 1938. године, многи режисери су емигрирали у Сједињене Америчке Државе, међу којима су Ерих фон Штрохајм, Ото Премингер, Били Вајлдер, Хеди Ламар, Мија Меј, Ричард Освалд и Јозеф фон Штернберг. Од 1950-их до 1970-их, Франц Антел је био плодан режисер популарних комедија. Нови, млађи редитељи су се појавили од 1970-их до 1990-их, међу којима су Аксел Корти, Михаел Ханеке, Улрих Сајдл, Михаел Главогер, Барбара Алберт и Гец Шпилман.

#### Бечки међународни филмски фестивал
Бечки међународни филмски фестивал се одржава сваког октобра од 1960. Просечан број посетилаца је око 75.000. Традиционално се на крају фестивала додељује Бечка филмска награда.
На фестивалу се приказују нови филмови из целог света, као и националне и међународне премијере. Поред нових играних филмова у различитим филмским жанровима, фестивал се фокусира на документарне, кратке и експерименталне филмове.

#### Међународни филмски фестивал Crossing Europe
Crossing Europe је међународни филмски фестивал у Линцу, који се одржава сваке године у априлу од 2004. Фокус је на социополитичким и омладинским културним темама. Сваке године на овом шестодневном фестивалу буде изабрано око 180 филмова из више од 30 европских земаља. Поред Бечког и Дијагонала, Crossing Europe је трећи највећи аустријски филмски фестивал са око 20.000 посетилаца сваке године.
Фестивалски жири додељује награде у неколико категорија европским документарним, као и домаћим филмовима. За наградни конкурс се квалификују само прва два филма које је снимио редитељ. Главна награда Crossing Europe је додељена са 10.000 евра.

#### Филмски фестивал Дијагонала
Филмски фестивал Дијагонала је филмски фестивал који се сваког марта одржава у Грацу.
У почетку је држан под покровитељством аустријске филмске комисије у Салцбургу од 1993. до 1995. од кад је одржаван у Грацу 1998. Традиционална биоскопска места су Annenhof Kino, Schubertkino, KIZ RoyalKino и Filmzentrum im Rechbauerkino. На крају фестивала, стручни жири додељује филмске награде.

## Филозофија, наука и технологија

### Аустријска школа
Аустријска школа је хетеродоксна економска школа која се заснива на методолошком индивидуализму и концепту да друштвени феномени проистичу искључиво из мотивација и деловања појединаца.
Аустријска школа је настала крајем 19. и почетком 20. века у Бечу радом Карла Менгера, Еуген фон Бем-Баверк, Фридрих фон Визер и других. Методолошки се супротставила млађој историјској школи (са седиштем у Немачкој), у спору познатом као Methodenstreit или борба око методологије. Данашњи економисти који раде по овој традицији налазе се у многим различитим земљама, али њихов рад се и даље назива аустријском економијом. Међу теоријским доприносима раних година аустријске школе су субјективна теорија вредности, маргинализам у микроекономији и формулација проблема економског рачунања, од којих је сваки постао прихваћени део главне економије.
Од средине 20. века, главни економисти критикују модерну аустријску школу и сматрају да је њено одбијање математичког моделовања, економетрије и макроекономије изван главне економије или хетеродоксије. Седамдесетих година је аустријска школа привукла ново интересовање након што је Фридрих Хајек поделио Нобелову награду за економију 1974. заједно са Гунаром Мирдалом за „Пионирски рад у теорији новца и економских флуктуација и за анализу међузависности економских, друштвених и институционалних феномена”.

### Бечка школа историје уметности
Бечка школа историје уметности је била развој основних уметничко-историјских метода на Универзитету у Бечу. Ова школа није била догматски уједињена група, већ је била интелектуална еволуција која се протезала током низа генерација, у којој се низ научника надовезивао на достигнућа својих претходника, истовремено доприносећи својим јединственим перспективама. Основни елементи ове еволуције су постали фундаментални за савремену историју уметности.
Карактеристична особина бечке школе је био покушај да се историја уметности темељи на научном дистанцирању уметничких историјских судова од питања естетске преференције и укуса и успостављањем ригорозних концепата анализе. Готово сви значајни представници бечке школе су комбиновали академску каријеру универзитетских наставника са кустоском активношћу у музејима или са очувањем споменика.
Концепт бечке школе историје уметности је први применио чешки критичар и колекционар Винценц Крамар 1910.

### Бечки круг
Бечки круг логичког емпиризма је била група филозофа и научника изведених из природних и друштвених наука, логике и математике који су се редовно одржавали од 1924. до 1936. на Универзитету у Бечу, којим је председавао Мориц Шлик.
Утицај Бечког круга на филозофију 20. века, посебно филозофију науке и аналитичку, је неизмеран до данас.

## Свакодневна култура

### Алпски пашњаци
Алпски пашњаци чине четвртину обрадивог земљишта, где је око 500.000 стоке збринуло 70.000 пољопривредника на 12.000 локација.
Узгој стоке који укључује сезонску миграцију између долине и пашњака је обликован пејзажима на Алпима, без којег би већина подручја испод 2000 метара чиниле шуме.

### Предхришћанске алпске традиције
Неки пагански обичаји су се одржали само у забаченим долинама недоступним утицају римокатоличке цркве, док су се други активно асимилирали током векова.

### Медији
Немачки часописи и (приватне) ТВ станице су утицали на развој Аустрије од оснивања. Будући да немачке ТВ станице емитују сателите, могуће их је примати и широм Аустрије.

### Аустријски немачки
Ученици у Аустрији уче да читају и пишу на стандардном немачком језику који представља језик пословања и управљања. Аустријски немачки језик који се говори код куће и у локалној трговини је један од низа регионалних дијалеката.
Иако снажни облици различитих дијалеката обично нису разумљиви другим изворним говорницима немачког језика, као што су Немци или Швајцарци, не постоји комуникациона баријера између аустријско-баварских дијалеката и оних у Баварској. Баварски дијалекти су разумљивији говорницима стандардног немачког. Аустроугарско-баварски дијалект у Бечу, најчешће се користи у Немачкој за представљање становника Аустрије. Грачани говоре још једним дијалектом који људи из других делова Аустрије лакше разумеју од осталих.

### Званични језици мањина и њихов утицај
Као део свог историјског културног наслеђа векова вишенационалне државе (Хабзбуршка монархија, Аустријско царство, касније Аустроугарска), модерна Аустрија није у потпуности хомогено немачко говорно подручје, али у својим границама има, иако мале, аутохтоне мањине различитих матерњих језика: мађарски је језик који се највише говори од признатих мањинских језика у Аустрији (углавном у Бургенланду, где је службени језик, и у Бечу, око 40.000 говорника)). Словеначки језик (24.000) има исти статус у Корушкој и Штајерској. Исто важи и за градишћанскохрватски језик (19.000), варијанту хрватског језика који се говори у Бургенланду. Даље, чешки (18.000), словачки (10.000) и ромски језик (6000) су признати на основу заштите мањинских права.
Аустријски немачки, посебно бечки дијалект, је преузео неке речи из мађарског, чешког, јидиша и неких јужнословенских језика како би заменио речи које се иначе користе у стандардном немачком (као што је Maschekseitn (друга страна), из мађарског а másik (друга један), стандардни немачки die andere Seite).

## Храна
Аустријска кухиња, која се често погрешно поистовећује са бечком кухињом, је изведена из кухиње Аустроугарске. Поред аутохтоних регионалних традиција, на њу су пре свега утицале мађарска, чешка, јеврејска и италијанска кухиња, од којих су често посуђивана јела и начини припреме, као што је на пример гулаш. Позната је првенствено у остатку света по својим пецивима и слаткишима. У новије време се развила нова регионална кухиња која је усредсређена на коришћење модерне и једноставне методе припреме.
Свака држава у Аустрији има своје специјалитете: у Доњој Аустрији попи, у Бургенланду палента, у Штајерској бундева, у Корушкој риба, у Горњој Аустрији думплинг и други.

### Бечка кухиња
Беч је постао културни центар нације и развио је сопствену регионалну кухињу, садржи јединствену дистинкцију и једина је врста кувања названа по граду.
Разноликост састојака је специфична широкој култури кувања. Јела у великој мери зависе од меса који чине типичну бечку кухињу: бечка шницла, кувана говедина, суво месо са киселим купусом и кнедле су типичне.
Неки од специфичних дезерта су штрудла од јабука, царски омлет и Захер торта.

### Бечка кафана
Бечка кафана на западу је део културе. Велики део репутације коју су постигли на прелазу из 19. века је произашао када су писци попут Петера Алтенберга, Карла Крауса, Хермана Брока и Фридриха Торберга одлучили да је користе као место рада и дружења. Прослављен аустријски писац Петер Алтенберг је као приватну адресу дао улицу Бечке кафане, јер је толико времена провео тамо. Уметници, мислиоци и политички радикали тог периода су Артур Шницлер, Штефан Цвајг, Егон Шиле, Густав Климт, Адолф Лос, Теодор Херцл, па чак и Лав Троцки су били редовни покровитељи кафане.

### Аустријско вино
Аустрија има дугу винарску традицију и производе беле и црвене сорте. Докази вина у урни у Бургенланду и виноградарство датира 700 пре нове ере.
Аустрија има преко 50.000 хектара винограда, готово све на истоку или југоистоку земље. Многа од приближно 20.000 малих виноградарских поседа своје финансије заснивају на директној малопродаји вина. Због декрета Buschenschankverordnung који сеже до Марије Терезије 1784. године, винари могу да продају вина у сопственој кући без дозволе.
Grüner Veltliner је доминантна сорта грожђа која се гаји у Аустрији, а сува бела вина су стекла међународно признање.

### Аустријско пиво
Постоји много различитих врста пива. Једна од најчешћих марки је Штигл (Stiegl), основана 1492. године. Аустријско пиво је доступно у најразличитијим стиловима. Широм земље постоји много малих пивара, иако неколико већих доминира тржиштем.

## Спорт
Уобичајени спортови су фудбал, скијање и хокеј на леду, представља идеално место за скијање. Аустрија је водећа држава на Светском купу у алпском скијању (освајајући највећи број бодова у свим земљама), а такође је успешна у многим другим зимским спортовима као што су скијашки скокови. Репрезентација Аустрије у хокеју на леду заузима 13. место у свету.
Аустрија (посебно Беч) такође има дугу традицију у фудбалу, иако је од Другог светског рата тај спорт у земљи пропадао. Аустријско првенство (првобитно ограничено само на Беч, јер другде није било професионалних тимова) се одржава од 1912. Аустријски куп се одржава од 1913. Фудбалска репрезентација се седам пута квалификовала за Светско првенство, али се није квалификовала за Европско првенство, све до 2008. када се квалификовала као су-домаћин са Швајцарском. Управно тело је фудбалски савез Аустрије.
Први званични светски шампион у шаху, Вилхелм Штајниц, био је из Аустријског царства.
Такође, Беч је познат по шпанској школи јахања, где вешти јахачи јашу липицанере.

## Образовање
Марија Терезија је установила опште школске прописе, 1774. године, стварајући аустријски образовни систем. Осмогодишње обавезно образовање је уведено 1869, а тренутно обавезно школовање траје девет година.
Након четири године основне школе (узраста од 6 до 10 година) следи средњошколско образовање у вишој основној школи или прве четири године гимназије.
После 14. године школовања, ученици морају да направе први избор, без обзира коју су школу до тада похађали. Могу да проведу годину дана у политехничкој школи која их квалификује за струковну, као део приправништва или да се определе за више факултете и јединствени образовни систем у Европи.
Алтернатива је универзитет примењених наука, као део болоњског процеса, мења се и образовање.
Савезни закони спроводе једнообразност у целом систему.
Све државне школе су бесплатне. Највећи универзитет је у Бечу.

## Религија
Године 2001. се око 73,6% домаћег становништва изјашњавало као римокатолици, док се 4,7% сматра протестантима. Око 400.000 Аустријанаца су чланови различитих муслиманских заједница, око 180.000 су припадници православне цркве, око 10.000 су будисти, а око 7300 Јевреји. Пре Холокауста, у Аустрији је живело око 200.000 Јевреја.
Око 12% становништва не припада ниједној цркви или верској заједници.

## Туризам
Туризам чини важан део економије земље, чинећи готово 9% аустријског бруто домаћег производа. Садржи највеће приходе од туризма по становнику у организацији за економску сарадњу и развој. Од 2007. године укупан број туриста је отприлике исти за летњу и зимску сезону, са врхунцима у фебруару и јулу, августу.
Године 2007. Аустрија је заузела девето место у свету по приходима од међународног туризма, са 18,9 милијарди америчких долара. По међународним доласцима, Аустрија је заузела дванаесто место са 30,8 милиона туриста.

## Државни празници
Будући да је римокатолицизам доминантна хришћанска деноминација у Аустрији, већина државних празника је католичка. У исто време, за разлику од Швајцарске или Немачке, Велики петак је државни празник не само за католике, већ и за све грађане који припадају било којој конфесији.
Иако је већина празника у Аустрији дефинисана савезним законом о раду (Arbeitsruhegesetz), неки су изворима права као што су колективни уговори о социјалном партнерству. Колективни уговор више личи на закон него на синдикални уговор.
Поред државних, и други празници се дефинишу по земљи.
Ускршња недеља и Духови увек се славе у недељу и стога су регулисани недељним законима.
 